# 平嶋洋一
平嶋 洋一（ひらしま よういち）は、日本の情報システム学者。大阪工業大学情報科学部データサイエンス学科教授。工学博士（京都大学）。計測自動制御学会離散事象システム研究会運営委員。
専門は、データエンジニアリング（自律制御システム含む）、人工知能(AI)・機械学習・モデリング、ゲーム理論応用、ニューラルネットワーク・ソフトコンピューティングなど。主な所属学会は、システム制御情報学会、計測自動制御学会 など。

## 経歴
1993年京都大学大学院工学研究科応用システム科学専攻修士課程修了。1996年同大学院工学研究科博士課程修了、工学博士（京都大学）。その後、岡山大学講師などを経て、2007年大阪工業大学情報科学部に着任。2022年同学部データサイエンス学科教授。
また、社会人向け「AIデータサイエンス・リカレント教育プログラム」（2021年度から大阪工業大学大学院情報科学研究科で開講）で、講師も担当している。

## 主な著書
- モデリングとシミュレーション-Octaveによる算法（単著、コロナ社2016、学術書）
- 大学生のための線形代数（共著、共立出版2012、学術書）
- 「On A Reinforcement Learning with Collective Actions for Generating a Marshaling Plan of Freight Train」（共著、World Scientific 2017、学術書）
- 「Theory and Novel Applications of Machine Learning (Chapter 9)」（In-Tech）
- 「New Developments in Robotics, Automation and Control (Chapter 11)」（In-Tech）

## 主な研究
- AI・数理最適化で実現する食品スーパーの仕入れ・在庫管理システム[5]
- データエンジニアリングによる鉄道荷役・コンテナ物流配置換えシステム
- 物流ネットワークの学習モデル[6]
- 機械学習モデルを利用したスケジューリング
- 自動搬送車両の経路計画システム
- 選択的汎化作用を有するCMACと強化学習を利用した化学プラント配置計画

主な受賞は、国際学会IAENG 「Certificate of Merit for The 2017 IAENG International Conference on Artificial Intelligence and Applications」など。
データサイエンスの対外啓蒙活動として、「大阪工業大学Innovation Days - 智と技術の見本市2019」、「M2M・IoT研究会 関西部会」2020、大阪商工会議所主催セミナー「データサイエンスを活用した中小企業の生産性の向上」2020などで講演している。